# Somogyszentpál, Somogy
Somogyszentpál  este un sat în districtul Marcal, județul Somogy, Ungaria, având o populație de 851 de locuitori (2011). 

## Demografie
Componența etnică a satului Somogyszentpál
     Maghiari (74,62%)
     Romi (23,96%)
     Germani (1,43%)
Componența confesională a satului Somogyszentpál
     Fără religie (13,75%)
     Necunoscută (85,66%)
     Reformați (0,59%)
Conform recensământului din 2011, satul Somogyszentpál avea 851 de locuitori. Din punct de vedere etnic, majoritatea locuitorilor (74,62%) erau maghiari, existând și minorități de romi (23,96%) și germani (1,43%). Nu există o religie majoritară, locuitorii fiind  și persoane fără religie (13,75%). Pentru 85,66% din locuitori nu este cunoscută apartenența confesională.